# Antoine François Paladin
Antoine François Paladin est un luthiste actif à Lyon dans le troisième quart du XVIe siècle.

## Biographie
Aucun élément biographique n'est connu ; on peut seulement supposer qu'il est apparenté à Giovanni Paolo Paladino, un marchand et luthiste d'origine milanaise établi à Lyon.

## Œuvres
Antoine François Paladin, Milanois, a fait deux livres de Tablature de Luth, où sont contenus plusieurs Psalmes & Chansons spirituelles, imprimés à Lyon, par Simon Gorlier, 1562. Cette mention extraite de la Bibliothèque d'Antoine Du Verdier (1585) est la seule trace de ces éditions.